# Ópata (taal)
Het Ópata, Heve, Eudeve of Dohema is een taal die gesproken werd of wordt door de Ópata, een indianenvolk in de Mexicaanse deelstaat Sonora.
Het Ópata is een taal uit de zuidelijke tak van de Uto-Azteekse talen. De taal is verwant het Tarahumara, Guarijío, Yaqui en Mayo. Evenals haar verwanten is ze agglutinerend. Het Eudeve wordt soms als een aparte taal gezien, maar doorgaans gaat men ervan uit dat Ópata en Eudeve dezelfde taal zijn.
De linguïst Carl Sofus Lumholtz merkte in 1890 op dat de Ópata al verregaand verspaanst waren, en dat de taal op het punt van uitsterven stond. De meeste linguïsten gaan ervan uit dat de taal in de jaren 30 van de twintigste eeuw is uitgestorven. In 1993 bleek echter dat bij een onderzoek van het Inheemse Instituut van Mexico vijftien mensen in en rond Mexico-Stad het Ópata als hun moedertaal hadden opgegeven. De antropoloog Alejandro Aguilar Zeleny meldde in 2008 echter dat er nog vier sprekers van het Ópata in leven zijn.